# Reichenbach im Kandertal
Reichenbach im Kandertal je obec v okrese Frutigen-Niedersimmental v kantonu Bern ve Švýcarsku. Žije zde přibližně 3 600 obyvatel.

## Geografie

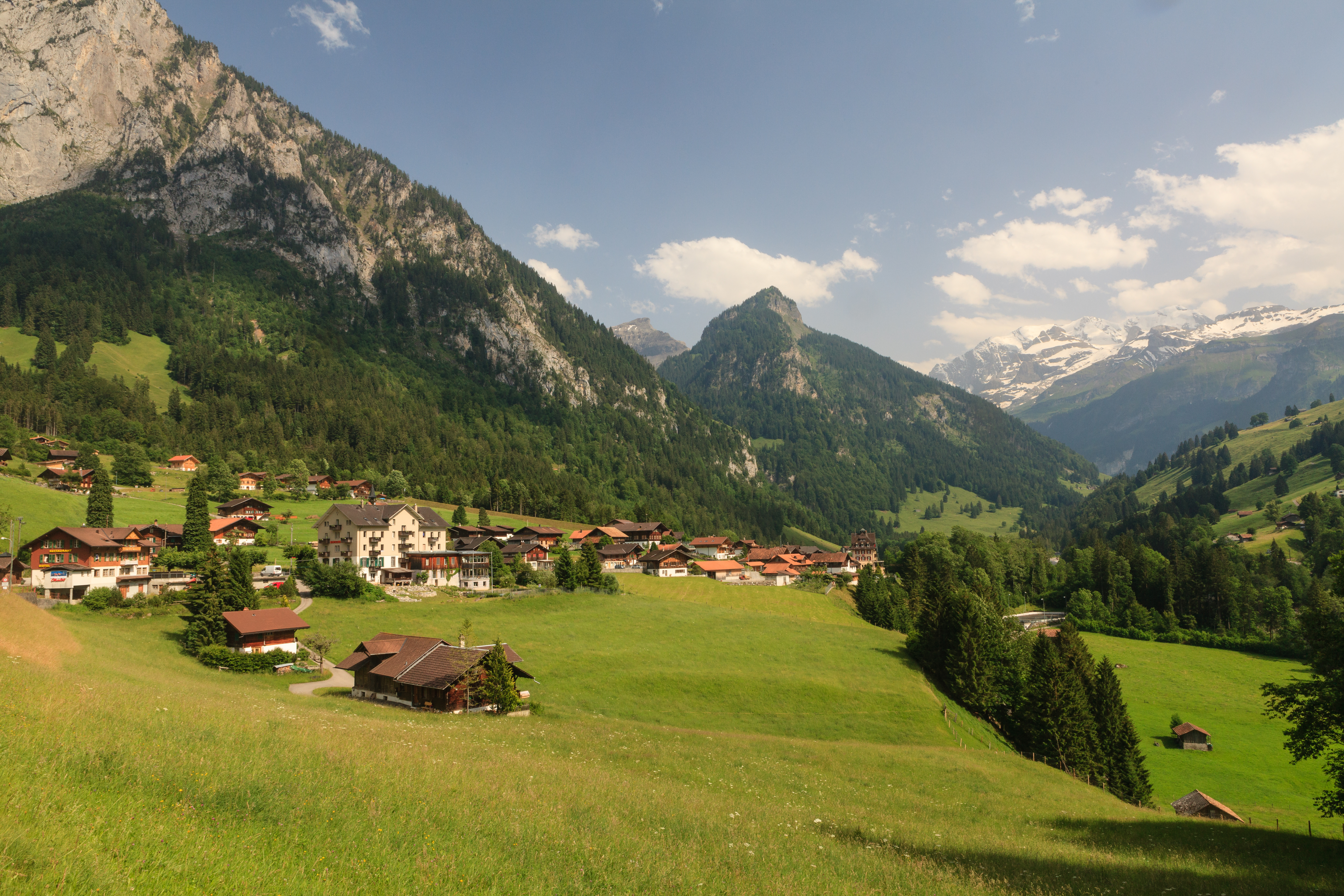
Vesnice Kiental

Struktura obce Reichenbach je složitá. Obec se dělí na osm Bäuerten (místních částí): Reichenbach, Faltschen, Scharnachtal, Kiental, Kien-Aris, Reudlen, Wengi a Schwandi. Tyto Bäuerten jsou samostatné a spravují je vlastní komise. Politicky patří pod obec Reichenbach.
Osady Aris, Faltsche, Mülenen, Reichenbach, Reudlen, Schwandi a Wengi leží v údolí Kandertal nebo na jeho svazích, zatímco Griesalp, Kien, Kiental, Ramslauenen a Scharnachtal leží v údolí Chiene. Vrcholy Ärmighorn, Bütlasse, Drättehorn, Dreispitz, Drunengalm, Dündenhorn, Fromberghorn, Gspaltenhorn, Hundshorn, Morgenhorn, Niesen, Schwalmere, Wätterlatte a Wildi Frau se nacházejí na území obce nebo na jeho hranici.
Území obce se rozprostírá od vrcholu Niesen na severozápadě až po vrchol Blüemlisalp v nadmořské výšce 3664 m n. m. Mezi nimi leží nejnižší bod v nadmořské výšce 690 metrů. Skot a ovce se pasou na přibližně 120 vysokohorských farmách. Přírodní a kulturní krajina Kientalu je oblíbená mezi turisty.

## Historie

Letecký pohled (1952)

Alpy byly pravděpodobně osídleny již v keltských dobách, což dokládá keltské pojmenování řeky Kander, což znamená „bílý“, a potoka Suld, což znamená „příkop“. Název Reichenbach pochází ze starohornoněmeckého rihhi („bohatý, mocný“) a slova bah („potok“).
Reichenbach je poprvé zmiňován kolem roku 1320 jako Richenbach. Ve středověku zaujímala obec strategickou polohu na obchodní cestě do kantonu Valais.
Obec dříve patřila k panství Mülenen-Aeschi v oblasti zvané Frutigland. Nad Kienem se nacházejí stopy po bývalém hradu (zřícenina hradu Mülenen), z něhož pravděpodobně pochází dynastie baronů z Kienu, prvních známých pánů z Mülinenu. Kolem roku 1400 prodal feudál Anton von Turm panství Mülenen-Aeschi a Frutigen za 6200 florentských florénů státu Bern. Od roku 1528 je Reichenbach samostatnou farností. V 16. století vzrostl význam tranzitní dopravy do lázní v Leukerbadu (ve Valais). Z této doby pocházejí první hostince, jako například Bären (postavený v roce 1542) v Reichenbachu.
V 17. a 18. století nutila chudoba mnoho lidí k emigraci. Teprve rozvoj dopravních cest přinesl v 19. století údolí Frutig hospodářský vzestup. Od roku 1899 zde funguje poštovní spojení z Reichenbachu do Kientalu. V roce 1930 byla autobusová doprava nahrazena poštovním autobusem a prodloužena do Griesalpu. Poslední úsek trasy Kiental-Griesalp je se sklonem až 28 % nejstrmější horskou poštovní trasou v Evropě. Otevřením Lötschberské trati Lötschberským tunelem v roce 1913 byl Kandertal spojen s "širým světem". Během druhé světové války bylo v rámci Reduitu vybudováno letiště Reichenbach. Od roku 1910 je možné z údolní stanice Mülenen vyjet na Niesen (2362 m n. m.) lanovkou Niesenbahn.
Dne 22. srpna 2005 byla celá obec zaplavena řekou Kiene, která se vylila z břehů. Došlo k velkým škodám na majetku. Zvláště silně byla zasažena místní část Kien, která zůstala pod vodou několik dní. Celkem muselo být evakuováno 300 lidí a vodní masy zasáhly asi 100 domů.

## Obyvatelstvo

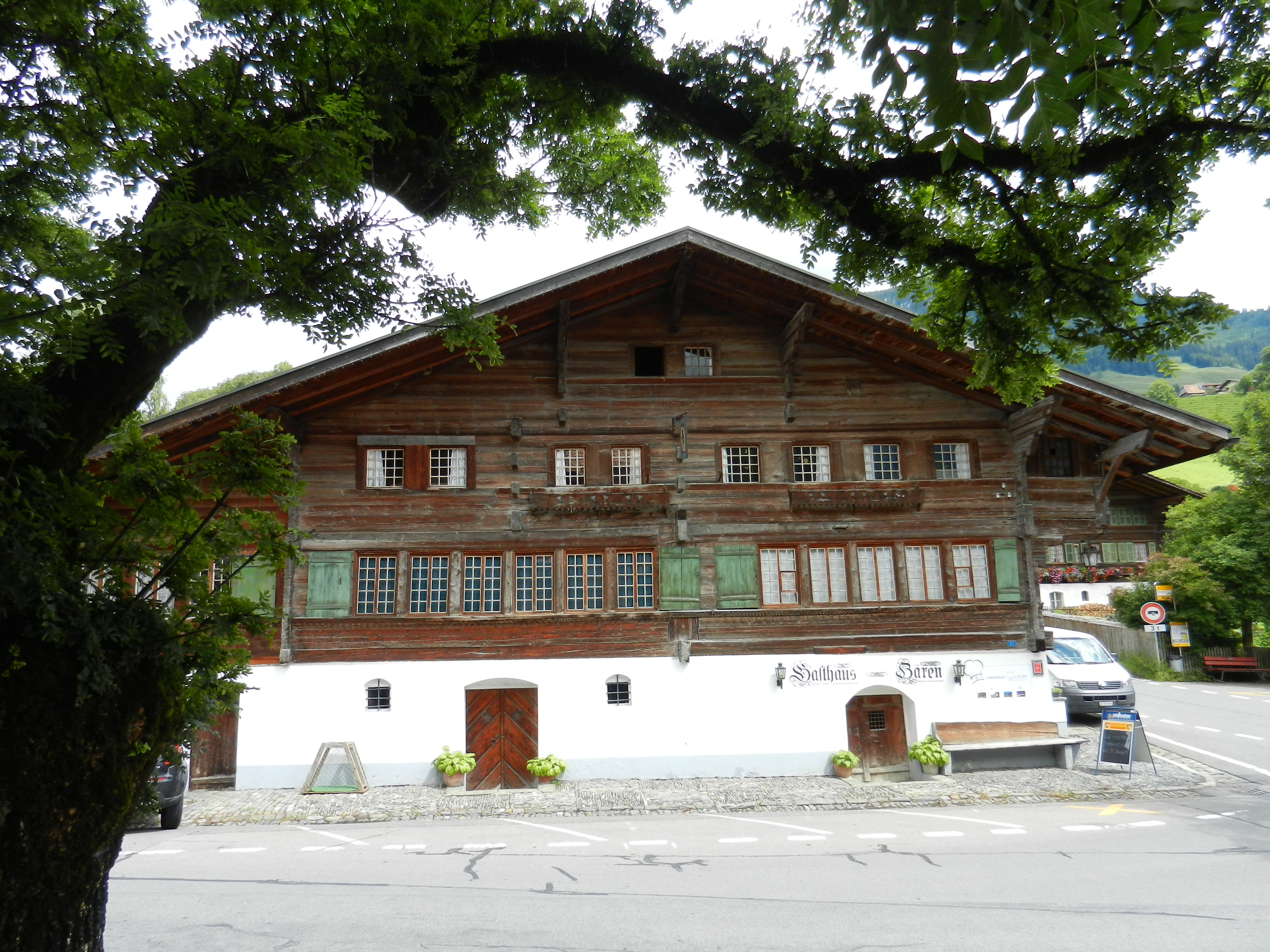
Hostinec Bären

| Rok            | 1764 | 1850 | 1900 | 1950 | 2000 |
| Počet obyvatel | 1505 | 2310 | 2507 | 2734 | 3325 |

## Turismus
Na nedalekou horu Niesen (2362 m n. m.) lze od roku 1910 vyjet lanovkou Niesenbahn se sklonem až 68 %, která je s délkou 3 499 m nejdelší lanovkou v Evropě.
V létě je Griesalp a údolí Kiental známé svými horskými túrami a vysokohorskými treky, které nabízejí přibližně 250 km turistických stezek, květinové louky, lesy, potoky a vodopády. V zimě se stejná oblast stává lyžařskou oblastí. Horní úsek údolí je součástí světového dědictví Švýcarské Alpy Jungfrau-Aletsch.

## Doprava

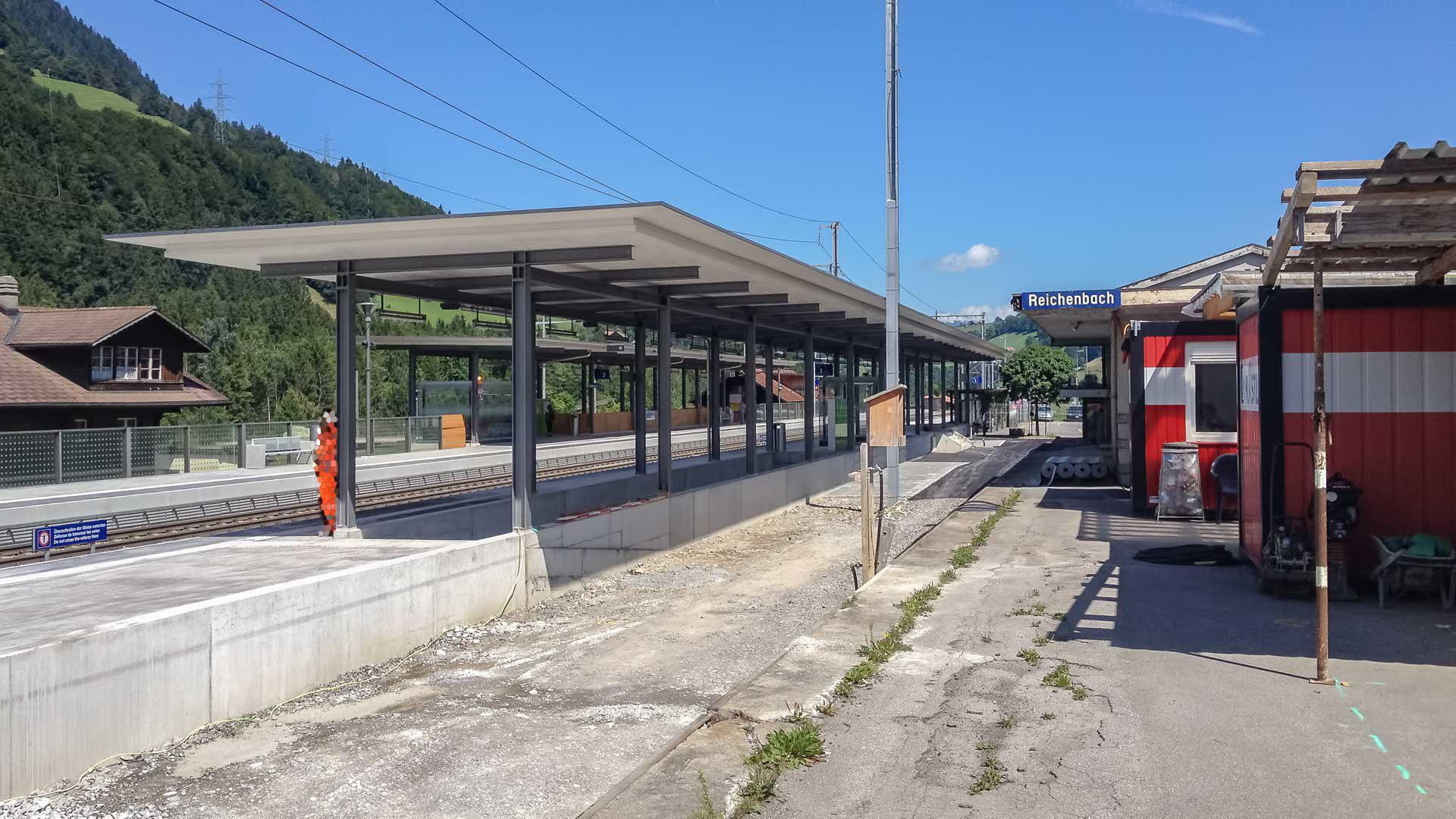
Železniční stanice

Reichenbach im Kandertal je obsluhován dvěma železničními stanicemi: Reichenbach im Kandertal a Mülenen. Obě stanice leží na trati Lötschbergbahn a každou hodinu z nich jezdí vlaky RegioExpress Lötschberger do Bernu, Thunu, Spiezu a Brigu.
Obec je také obsluhována autobusovými linkami Postauto z nádraží Reichenbach proti proudu řeky Kander do Reudlenu, Wengi a Frutigenu a proti proudu řeky Chiene do Scharnachtalu, Kientalu a Griesalpu. Posledně jmenovaná linka je společností PostAuto inzerována jako nejstrmější poštovní autobusová linka v Evropě.
Lanovka Niesenbahn spojuje stanici Mülenen s vrcholem Niesen a sedačková lanovka spojuje Kiental s Ramslauenen.